# Qianwei
Qianwei (en chino, 犍为; pinyin, Qiánwèi (escuchar)ⓘ) es un condado bajo la administración directa de la ciudad-prefectura de Leshan. Se ubica en la provincia de Sichuan, centro-sur de la República Popular China. Su área es de 1367 km² y su población total para 2010 superó los 434 mil habitantes. 

## Administración
El condado de Qianwei se divide en 30 pueblos que se administran en 12 poblados y 18 villas.

## Toponimia
El topónimo Qianwei [/chián-uéi/] es de origen desconocido, pero hay explicaciones en torno a su origen.  
Según el Libro Antiguo de Tang (旧唐书), el nombre se debe al monte Qianwei (犍为山), que se encuentra a 15 Lis. al sur del condado. La montaña tiene forma de rinoceronte agachado, y en el pasado la gente nombró el condado en referencia a esta montaña, simbolizando 'la fuerza de un toro' (Qian) . 
Según el Clásico de las Montañas y los Mares (山海经), en la montañas Danzhang, hay una bestia con forma de leopardo y una cola larga, tiene cabeza humana, orejas de toro, un solo ojo y se llama Zhuqian (诸犍).
Qian y Wei (犍,为) son animales mitológicos antiguos, lo que también influyó en la elección del nombre.